# Anreppen
Anreppen is een plaats in de Duitse gemeente Delbrück, deelstaat Noordrijn-Westfalen, en telt 1.487 inwoners (31-12-2019). Tot Anreppen behoort ook het na de Tweede Wereldoorlog ontstane nieuwe dorp Lesterberg, dat groter is dan het eigenlijke dorpje Anreppen en twee kilometer ten noordoosten daarvan ligt.
In 1968 werden bij archeologisch onderzoek aan de Lippe ten zuiden van het dorp restanten van een Romeins legerkamp ontdekt. Het kamp was 23 hectare groot, kon zesduizend militairen herbergen en is gedateerd op omstreeks het jaar 5 (dus vier jaar voor de Slag in het Teutoburger Woud). Ter plaatse lag vermoedelijk een kruispunt van twee Romeinse heirwegen, waarvan 1 langs de Lippe. In 2009 is de vindplaats van informatiepanelen voorzien en is een fietsroute en een parcours voor de wielersport erlangs gelegd. Enkele verdedigingswallen e.d. van het kamp zijn gereconstrueerd.
Anreppen dankt zijn naam aan een oud adellijk geslacht van die naam, waarvan nazaten, die Anrep heten, nog in Zweden leven.

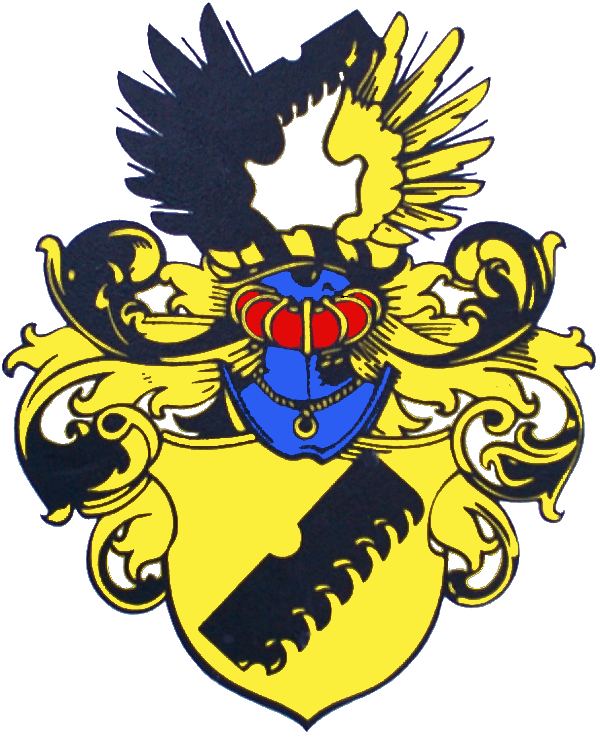
Familiewapen van de heren Von Anreppen
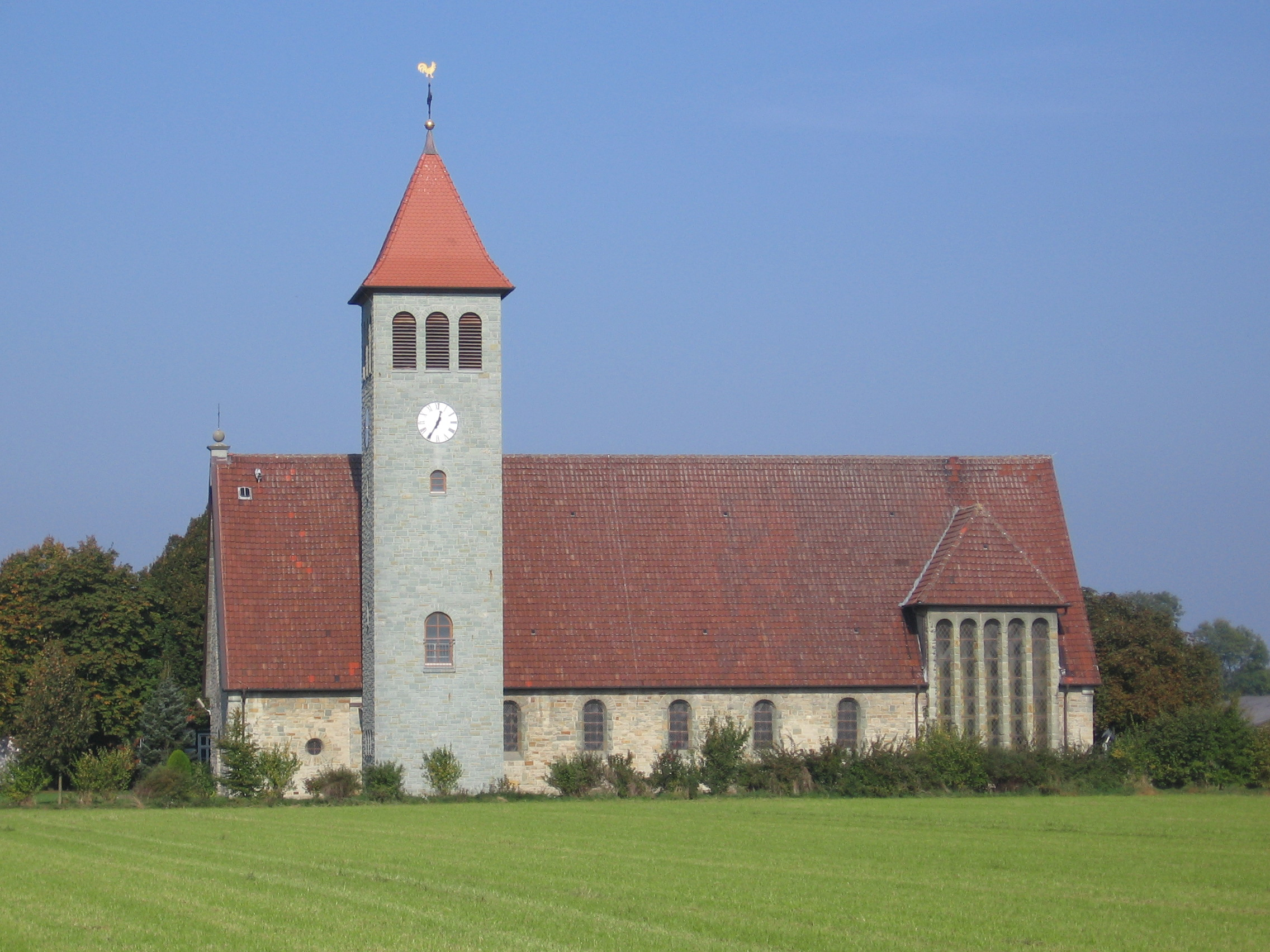
R.K. Sint-Jozefkerk, Anreppen (bouwjaar kerk: 1949; toren: 1997)